# Menjamel reticulat
El menjamel reticulat (Territornis reticulata) és una espècie d'ocell de la família dels melifàgids (Meliphagidae) que ha estat inclòs al gènere Meliphaga.
Viu als boscos de l'illa de Timor, a les illes Petites de la Sonda.

## Taxonomia
El Congrés Ornitològic Internacional va incloure aquesta espècie al gènere Lichenostomus fins a la versió 1.7. Més tard es va incloure a Meliphaga seguint Driskell i Christidis 2004 i Higgins et el 2008.